# Sébastien Dujardin
Pour les articles homonymes, voir Dujardin.
Sébastien Dujardin est un belge auteur de jeux de société provenant de Tournai.
Ingénieur de formation, il a également créé Pearl Games, maison d'édition de jeux de stratégie basée à Frasnes-lez-Buissenal.

## Ludographie
Depuis 2010, Sébastien Dujardin a créé une dizaine de jeux dont la plupart ont été édités chez Pearl Games, une entreprise qu'il a fondé en 2010 pour s'éditer lui-même,.
Troyes, créé en 2010 avec Xavier Georges et Alain Orban, a été vendu à 46 000 exemplaires. A titre de comparaison, ce niveau de vente peut être jugé par le fait que Pearl Games se déclare satisfait des ventes lorsque 3 000 pièces sont vendues. Troyes et Tournay sont les deux succès qui ont marqué ses débuts. Tournay, jeu de stratégie qui s'inspire de sa ville, Tournay, s'est vendu à 10 000 exemplaires.
En 2014, son jeu Solenia remporte l’As d’or – Jeu de l’année « Tout public » à Cannes. La même année, le studio qu'il a fondé, Pearl Games, est racheté par une grosse société, Asmodee Éditions, dont il devient un studio interne, une situation qui convient mieux à Sébastien Dujardin : « Cette confiance et la nouvelle organisation m’ont permis de travailler plus sereinement. J’avoue être un éditeur créatif plus qu’un gestionnaire d’entreprise ».
En novembre 2020, les ventes de Troyes Dice, la suite de Troyes, atteignent 16 000 exemplaires.
En 2023, Asmodee ferme le studio Pearl Games, mettant fin à sa collaboration avec Sébastien Dujardin et ses deux collègues. Sébastien Dujardin évoque une difficulté à conserver la ligne éditoriale de Pearl Games au sein d'un groupe s'agrandissant sans cesse.

### Seul
- 2012 : La Venise du Nord, illustré par Élise Catros, édité par Asyncron Games
- 2014 : Deus, illustré par Christine Deschamps, Maëva da Silva, Ian Parovel & Paul Lafond, édité par Pearl games
  - 2016 : Deus : Egypt, illustré Christine Deschamps & Misda, édité par Pearl games
- 2017 : Otys, illustré par Paul Mafayon, édité par Pearl games[7]
- 2018 : Solenia, illustré par Vincent Dutrait, édité par Pearl games[1]
- 2022 : Lofoten, illustré par Weberson Santiago, édité par Pearl games

### Avec Xavier Georges et Alain Orban
- 2010 : Troyes, illustré par Alexandre Roche, édité par Pearl games
  - 2010 : Les dames de Troyes, illustré par Alexandre Roche, Pearl games
- 2011 : Tournay, illustré par Alexandre Roche, édité par Pearl games
- 2019 : Black angel, illustré par Ian O'Toole, édité par Pearl games[8]
- 2020 : Troyes Dice, illustré par Alexandre Roche, édité par Pearl games